# Dekanat skalbmierski
Dekanat skalbmierski – jeden z 33 dekanatów rzymskokatolickiej diecezji kieleckiej. Tworzy go 10 parafii:
- Działoszyce – pw. Trójcy Świętej
- Dzierążnia – pw. św. Marii Magdaleny
- Małoszów – pw. św. Mikołaja b. w.
- Pałecznica – pw. św. Jakuba Starszego Ap.
- Sancygniów – pw. św. Piotra i Pawła App.
- Skalbmierz – pw. św. Jana Chrzciciela
- Słaboszów – pw. św. Mikołaja b. w.
- Stradów – pw. św. Bartłomieja Ap.
- Topola – pw. Wniebowzięcia NMP
- Wolica – pw. św. Tekli dz. m.